# Senele Dlamini
Senele Dlamini (ur. 1 kwietnia 1992 w Lobamba)  – suazyjska pływaczka, olimpijka.
Wzięła udział w Letnich Igrzyskach Olimpijskich 2008. Wystartowała  na 50 m stylem dowolnym (odpadła w eliminacjach).